# Mississagi River
Der Mississagi River ist ein Fluss im Algoma District und Sudbury District in der kanadischen Provinz Ontario.
Er hat seinen Ursprung im Sudbury District und fließt über eine Strecke von 266 km zum Huronsee, in den er bei Blind River im Algoma District mündet.

## Etymologie
Der Flussname leitet sich aus der Ojibwe-Sprache ab – von misi-zaagi, wörtlich übersetzt „Fluss mit einer breiten Mündung“.

## Hydrologie
Der Fluss entwässert ein Areal von 9270 km². Der mittlere Abfluss beträgt 119 m³/s. Die abflussreichsten Monate sind April und Mai mit 210 bzw. 209 m³/s.

## Geschichte
Die Ojibwa nutzten den Fluss als Transportweg zwischen den Wäldern im Innern von Ontario und dem Huronsee. Im Jahre 1799 baute die North West Company einen Pelzhandelsposten an der Mündung des Flusses.  Dieser Stützpunkt wurde 1900 geschlossen. In der zweiten Hälfte des 19. Jahrhunderts diente der Fluss dem Transport von Baumstämmen zu den Sägewerken bei Blind River.

## Gemeinden
- Blind River
- Iron Bridge
- Wharncliffe

## Wirtschaft
Ontario Hydro baute zwischen 1950 und 1970 mehrere Staudämme sowie vier Wasserkraftwerke entlang dem Mississagi River, die heute von Brookfield Asset Management betrieben werden.
Die Wasserkraftwerke sind in Abstromrichtung:
| Name             | Fertig- stellung | Leistung [MW] | Anzahl Turbinen | hydraul. Potential [m] | Reservoir     | Betreiber  |
| ---------------- | ---------------- | ------------- | --------------- | ---------------------- | ------------- | ---------- |
| Aubrey Falls     | 1966–1969        | 162           | 2               | n/a                    | Aubrey Lake   | Brookfield |
| George W. Rayner | 1947–1950        | 46            | 2               | 65                     | Tunnel Lake   | Brookfield |
| Wells            | 1968–1970        | 239           | 2               | 65                     | Tunnel Lake   | Brookfield |
| Red Rock Falls   | 1958–1961        | 41            | 2               | 28,4                   | Red Rock Lake | Brookfield |

Früher waren Bergbau und Forstwirtschaft die Hauptwirtschaftsfaktoren, während dies heute der Tourismus ist.
Der Ontario Highway 129 verläuft entlang dem Fluss von Wharncliffe bis zu der Stelle, wo der Fluss sich nahe Aubrey Falls nach Osten wendet.

## Ökologie
Der Unterlauf des Mississagi River ist ein wichtiges Laichgebiet des Störs.
- Aubrey Falls Provincial Park – liegt am Fluss nahe Aubrey Falls;
- Mississagi River Provincial Park – umfasst den Oberlauf des Flusses einschließlich des Sees Mississagi Lake;
- Mississagi Provincial Park – liegt am Boland River, einem Nebenfluss des Little White River;
- Mississagi Delta Provincial Nature Reserve Park – umfasst das Mündungsdelta des Mississagi River;
- Voyageur Hiking Trail – verläuft entlang dem Unterlauf nahe Iron Bridge;

## Zuflüsse
- Abinette River
- Cypress River
- Wenebegon River
- Aubinadong River
- Sharpsand River
- Rapid River
- Little White River
- Bolton River